# Saison 39 d'Alerte Cobra
Chronologie
Saison 38 Saison 40
Cet article présente le guide des épisodes la trente-neuvième saison de la série télévisée Alerte Cobra.

## Distribution

### Acteurs principaux
- Erdoğan Atalay : Sami Gerçan (inspecteur)
- Daniel Roesner : Paul Renner (inspecteur)
- Katja Woywood : Kim Krüger (chef de service)
- Katrin Heß : Jenny Dorn (brigadière)
- Niels Kurvin : Armand Freund (police scientifique)
- Daniela Wutte : Susanne König (secrétaire)

### Acteurs récurrents
- Kerstin Thielemann : Isolde Maria Schrankmann (procureure générale)
- Carina Wiese : Andréa Gerçan (femme de Sami)

## Diffusion
En Allemagne, la saison a été diffusée du 7 avril 2016 au 26 mai 2016, sur RTL Television.
En France, la saison a été diffusée du 25 au 31 juillet 2018 sur TMC.

## Épisodes

### Épisode 1:Compte à rebours
- Allemagne : 7 avril 2016 sur RTL Television
- France : 25 et 26 juillet 2018 sur TMC

Sami fait désormais équipe avec Paul Renner, un jeune inspecteur qu'il avait précédemment rencontré au début de sa carrière, alors que Paul n'était qu'un enfant. Alors qu'ils célèbrent les 20 ans de service de Sami au sein de la brigade, le nouveau duo doit enquêter sur le meurtre d’un hacker. A proximité du corps de la victime, les deux inspecteurs trouvent des données appartenant à Gideon Link, un milliardaire spécialisé dans la haute technologie qu'Armand connaît personnellement. Les deux enquêteurs se lancent sur les traces du meurtrier et découvrent ses projets meurtriers. 

### Épisode 2:Terminus
- Allemagne : 14 avril 2016 sur RTL Television
- France : 27 juillet 2018 sur TMC

### Épisode 3:Mortels profits
- Allemagne : 21 avril 2016 sur RTL Television
- France : 30 juillet 2018 sur TMC

### Épisode 4:Jour de paie
- Allemagne : 28 avril 2016 sur RTL Television
- France : 30 juillet 2018 sur TMC

### Épisode 5:Les jeux sont faits
- Allemagne : 12 mai 2016 sur RTL Television
- France : 30 juillet 2018 sur TMC

### Épisode 6:L'art en guerre
- Allemagne : 19 mai 2016 sur RTL Television
- France : 30 juillet 2018 sur TMC

### Épisode 7:De l'autre côté
- Allemagne : 26 mai 2016 sur RTL Television
- France : 31 juillet 2018 sur TMC